# Google Lively
Pour les articles homonymes, voir Lively.
Google Lively était un monde virtuel en 3D de Google, similaire à Second Life. Chaque internaute pouvait y créer un avatar et une pièce (ou  un terrain) personnalisable qui pouvait accueillir jusqu'à vingt personnes simultanément.
Au contraire de Second Life, il n'y avait pas de contenu généré par les utilisateurs (UGC), les utilisateurs de Lively étaient donc limités au catalogue existant pour meubler leur pièce, choisir leurs avatars, leurs habits, etc. Il n'était pas non plus possible de faire des transactions (achat ou vente en monnaie réelle ou virtuelle).

## Historique
Ce réseau social a été présenté le 8 juillet 2008, et fut fermé à la fin décembre 2008
Depuis l'annonce de la fermeture de Lively, de nombreux fans manifestent pour la réouverture du service. Le 31 décembre 2008, jour de la fermeture du service Lively par Google, une nouvelle version de Lively nommée NewLively s'ouvrait sur le marché des univers virtuels.